# Barbara Gulienetti
Barbara Gulienetti (Roma, 28 dicembre 1970) è una conduttrice televisiva e decoratrice italiana.

## Biografia
Bisnipote dell'attrice Dina Galli, dopo aver studiato alcuni anni alla facoltà di Economia e Commercio di Roma, si è trasferita a Bruxelles per frequentare l'istituto di pittura decorativa Van Der Kelen.
Divenuta decoratrice di interni, è stata selezionata nel 2005 da Barbara Boncompagni per condurre il nuovo programma Paint Your Life (di cui la Boncompagni è autrice) per il canale satellitare e digitale Real Time. Da allora è stata protagonista di tutte le serie del programma e dal 2012 ha condotto anche Come è fatto, sulla stessa emittente. Nel 2010 ha scritto il libro Paint Your Life, ispirato all'omonimo programma, e nel 2012 Questo l'ho fatto proprio io! Oggetti, giochi e tanto altro da fare con il tuo bambino, in casa e all'aperto. Dal 2013 presenta anche i programmi spin-off di Paint Your Life.

## Vita privata
È sposata e ha due figli.

## Televisione
- Paint Your Life (Real Time, 2005-2013)
- Come è fatto (Real Time, 2012)
- Paint on the Road (Real Time, 2010)
- Paint Your Day (Real Time, 2013)
- Paint Your Day 4 Teens (Frisbee, 2013)

## Libri
- Paint Your Life (Kowalski, 2010)
- Questo l'ho fatto proprio io! Oggetti, giochi e tanto altro da fare con il tuo bambino, in casa e all'aperto (Gribaudo, 2012)